# Кронин, Бернард
Бернард Кронин (англ. Bernard Cronin) — австралийский писатель.

## Биография
Бернард Кронин родился в Англии в семье аукциониста. Когда Бернард был ещё маленьким ребёнком, его отец с матерью отправились в Австралию, надеясь таким образом повлиять на здоровье отца, оставив ребёнка на попечение бабушки. После прибытия в Австралию отец скончался, после чего мать вернулась в Англию, где вышла замуж вторично, за мужчину с которым познакомилась в Австралии, и после замужества вернулась с ним туда, прихватив с собой брата Бернарда — Лоуренса (Лори). Самому же Бернарду разрешили последовать за ними и совершить дальнее морское путешествие, только когда он достиг шестилетнего возраста.
В Австралии Бернард окончил с золотой медалью Сельскохозяйственный колледж в регионе Виктория, после чего вместе с братом занялся животноводством в Тасмании. В 1908 году он женился  на дочери фермера Виктории Мод Феррес, а в 1913 году переехал в Мельбурн, где сначала работал приказчиком, а затем устроился клерком в военное министерство. Именно тогда Кронин начал писать. В 1918 году был опубликован его первый роман, сюжет которого был посвящён Тасмании. В дальнейшем Кронин опубликовал множество романов, рассказов, стихов и газетных заметок, как под своим именем, так и под различными псевдонимами. Его активная творческая деятельность продолжалась и после Второй мировой войны.
Кронин был членом (а с 1961 года — почётным членом)  австралийского ПЕН-клуба. Намного раньше, в 1920 году, он вместе с Гертрудой Харт, основал литературный клуб «Old Derelicts' Club» который в дальнейшем стал независимым союзом (обществом) австралийских писателей.
В старости, помимо литературы, увлёкся живописью и вырезанием по дереву.
Скончался в 1968 году.
Его именем названа одна из улиц в пригороде Канберры, столицы Австралии.